# Frits Hoogerheide
Frits Hoogerheide (Ossendrecht, 27 de março de 1944) é um ex-ciclista holandês, que competiu como profissional entre 1969 e 1970. Ele terminou em último lugar no Tour de France 1970.